# Ri Hyun-ju
Ri Hyun-ju (* 20. Februar 1996 in Pjöngjang) ist ein nordkoreanischer Wasserspringer, der im 10-m-Turm- und Synchronspringen aktiv ist.
Ri bestritt seine ersten internationalen Titelkämpfe im Alter von 15 Jahren bei der Weltmeisterschaft 2011 in Shanghai. Er schied im Einzel- und Synchronwettbewerb vom Turm nach dem Vorkampf aus. Beim Weltcup 2012 in London erreichte Ri mit Hyon Il-myong im 10-m-Synchronspringen erstmals ein Finale, wo das Duo Rang zwölf belegte. Im Einzel konnte Ri einen Quotenplatz für die Olympischen Spiele 2012 an gleicher Stelle gewinnen.